# Tiro esportivo nos Jogos Europeus de 2015 - Carabina três posições 50 m masculino
A competição carabina três posições 50 m masculino foi um dos eventos do tiro esportivo nos Jogos Europeus de 2015, em Baku, no Azerbaijão. Foi disputada no Centro de Tiro de Baku no dia 21 de junho.

## Calendário
Horário de verão do Azerbaijão (UTC+5).
| Data        | Horário | Fase         |
| ----------- | ------- | ------------ |
| 21 de junho | 08:45   | Qualificação |
| 21 de junho | 12:30   | Final        |

## Medalhistas
| Ouro   | FRA Valérian Sauveplane |
| Prata  | CRO Petar Gorša         |
| Bronze | BLR Vitali Bubnovich    |

## Resultados

### Qualificação
O resultado da qualificação foi seguinte.
| Pos. | Atirador                 | Ajoelhado | Ajoelhado | Ajoelhado | Ajoelhado | Deitado | Deitado | Deitado | Deitado | Em pé | Em pé | Em pé | Em pé | Total | Xs | Notas                      |
| Pos. | Atirador                 | 1         | 2         | 3         | 4         | 1       | 2       | 3       | 4       | 1     | 2     | 3     | 4     | Total | Xs | Notas                      |
| ---- | ------------------------ | --------- | --------- | --------- | --------- | ------- | ------- | ------- | ------- | ----- | ----- | ----- | ----- | ----- | -- | -------------------------- |
| 1    | BLR Vitali Bubnovich     | 97        | 97        | 96        | 99        | 97      | 97      | 100     | 98      | 96    | 92    | 96    | 95    | 1160  | 43 | Recorde dos Jogos Europeus |
| 2    | CRO Petar Gorša          | 96        | 98        | 98        | 98        | 98      | 95      | 98      | 100     | 92    | 95    | 95    | 96    | 1159  | 46 |                            |
| 3    | UKR Yuriy Sukhorukov     | 97        | 96        | 96        | 96        | 96      | 98      | 100     | 99      | 95    | 98    | 93    | 93    | 1157  | 46 |                            |
| 4    | ITA Marco De Nicolo      | 97        | 95        | 98        | 99        | 100     | 97      | 95      | 99      | 96    | 93    | 94    | 93    | 1156  | 43 |                            |
| 5    | FRA Valérian Sauveplane  | 99        | 98        | 97        | 99        | 99      | 100     | 99      | 97      | 89    | 93    | 93    | 92    | 1155  | 52 |                            |
| 6    | RUS Sergey Kamenskiy     | 96        | 97        | 99        | 96        | 98      | 98      | 98      | 96      | 97    | 96    | 90    | 93    | 1154  | 48 |                            |
| 7    | GER Michael Janker       | 94        | 94        | 98        | 97        | 98      | 99      | 100     | 99      | 96    | 96    | 89    | 92    | 1152  | 55 |                            |
| 8    | SUI Jan Lochbihler       | 96        | 95        | 99        | 95        | 98      | 98      | 99      | 97      | 90    | 96    | 97    | 92    | 1152  | 44 |                            |
| 9    | RUS Nazar Louginets      | 95        | 95        | 96        | 95        | 99      | 96      | 100     | 96      | 94    | 94    | 96    | 96    | 1152  | 43 |                            |
| 10   | GER Daniel Brodmeier     | 95        | 93        | 99        | 96        | 97      | 97      | 100     | 99      | 96    | 93    | 92    | 94    | 1151  | 52 |                            |
| 11   | NOR Are Hansen           | 96        | 95        | 94        | 96        | 99      | 95      | 100     | 100     | 92    | 91    | 96    | 96    | 1150  | 48 |                            |
| 12   | ITA Niccolò Campriani    | 97        | 99        | 95        | 95        | 94      | 97      | 97      | 98      | 96    | 92    | 97    | 93    | 1150  | 40 |                            |
| 13   | HUN Péter Sidi           | 98        | 95        | 97        | 97        | 98      | 97      | 97      | 99      | 91    | 91    | 93    | 96    | 1149  | 48 |                            |
| 14   | BLR Yury Shcherbatsevich | 94        | 96        | 98        | 96        | 95      | 96      | 99      | 98      | 90    | 95    | 95    | 96    | 1148  | 42 |                            |
| 15   | DEN Steffen Olsen        | 94        | 96        | 99        | 97        | 98      | 97      | 98      | 100     | 87    | 90    | 99    | 92    | 1147  | 47 |                            |
| 16   | AUT Alexander Schmirl    | 97        | 92        | 96        | 97        | 98      | 100     | 99      | 99      | 89    | 92    | 97    | 91    | 1147  | 42 |                            |
| 17   | SRB Milenko Sebic        | 94        | 97        | 98        | 95        | 97      | 98      | 97      | 97      | 97    | 92    | 91    | 93    | 1146  | 40 |                            |
| 18   | SRB Nemanja Mirosavljev  | 97        | 95        | 97        | 97        | 99      | 100     | 97      | 99      | 93    | 90    | 92    | 90    | 1146  | 40 |                            |
| 19   | HUN Istvan Peni          | 97        | 92        | 93        | 96        | 99      | 98      | 97      | 97      | 95    | 93    | 94    | 92    | 1143  | 37 |                            |
| 20   | AUT Thomas Mathis        | 95        | 95        | 97        | 93        | 99      | 100     | 100     | 99      | 92    | 89    | 92    | 91    | 1142  | 46 |                            |
| 21   | SUI Simon Beyeler        | 96        | 97        | 95        | 98        | 100     | 100     | 99      | 94      | 92    | 87    | 90    | 94    | 1142  | 44 |                            |
| 22   | EST Meelis Kiisk         | 95        | 97        | 98        | 92        | 99      | 96      | 100     | 99      | 91    | 90    | 91    | 92    | 1140  | 40 |                            |
| 23   | UKR Serhiy Kulish        | 93        | 95        | 92        | 95        | 96      | 98      | 99      | 97      | 93    | 93    | 95    | 94    | 1140  | 34 |                            |
| 24   | ESP Javier López         | 94        | 96        | 95        | 95        | 97      | 98      | 99      | 99      | 88    | 93    | 92    | 94    | 1140  | 32 |                            |
| 25   | ISR Immanuel Ben Hefer   | 98        | 95        | 96        | 96        | 97      | 98      | 98      | 97      | 89    | 95    | 94    | 85    | 1138  | 36 |                            |
| 26   | SLO Rajmond Debevec      | 96        | 92        | 92        | 95        | 99      | 99      | 99      | 99      | 91    | 88    | 93    | 94    | 1137  | 38 |                            |
| 27   | CRO Bojan Đurković       | 97        | 90        | 93        | 93        | 96      | 97      | 99      | 99      | 95    | 93    | 89    | 95    | 1136  | 44 |                            |
| 28   | FIN Juho Kurki           | 96        | 95        | 92        | 97        | 97      | 97      | 95      | 100     | 93    | 93    | 85    | 94    | 1134  | 40 |                            |
| 29   | ARM Hrachik Babayan      | 94        | 96        | 92        | 91        | 98      | 95      | 100     | 97      | 92    | 93    | 95    | 88    | 1131  | 41 |                            |
| 30   | FRA Cyril Graff          | 96        | 95        | 96        | 93        | 98      | 97      | 97      | 97      | 87    | 89    | 91    | 94    | 1130  | 36 |                            |
| 31   | BUL Anton Rizov          | 94        | 99        | 96        | 93        | 91      | 96      | 99      | 96      | 92    | 90    | 89    | 94    | 1129  | 35 |                            |
| 32   | NOR Ole Kristian Bryhn   | 98        | 95        | 96        | 94        | 99      | 96      | 96      | 96      | 91    | 93    | 93    | 80    | 1127  | 34 |                            |
| 33   | ISR Leor Ovadia Madlal   | 95        | 95        | 91        | 97        | 98      | 96      | 95      | 98      | 93    | 90    | 89    | 89    | 1126  | 38 |                            |

### Final
O resultado final foi o seguinte.
| Pos.              | Atirador                | Ajoelhado | Deitado | Em pé | Em pé | Em pé | Em pé | Em pé | Em pé | Notas                      |
| Pos.              | Atirador                | Ajoelhado | Deitado | 1     | 2     | 3     | 4     | 5     | 6     | Notas                      |
| ----------------- | ----------------------- | --------- | ------- | ----- | ----- | ----- | ----- | ----- | ----- | -------------------------- |
| Medalha de ouro   | FRA Valérian Sauveplane | 148.9     | 303.4   | 405.7 | 416.3 | 425.8 | 436.6 | 446.9 | 456.2 | Recorde dos Jogos Europeus |
| Medalha de prata  | CRO Petar Gorša         | 152.4     | 307.0   | 407.3 | 416.5 | 426.3 | 435.5 | 444.7 | 454.0 |                            |
| Medalha de bronze | BLR Vitali Bubnovich    | 151.7     | 307.3   | 406.5 | 416.6 | 425.6 | 434.3 | 444.5 |       |                            |
| 4                 | RUS Sergey Kamenskiy    | 153.3     | 310.0   | 406.2 | 416.7 | 425.3 | 434.3 |       |       |                            |
| 5                 | GER Michael Janker      | 153.0     | 309.8   | 404.8 | 414.7 | 414.7 |       |       |       |                            |
| 6                 | ITA Marco De Nicolo     | 154.0     | 309.8   | 403.2 | 412.4 |       |       |       |       |                            |
| 7                 | UKR Yuriy Sukhorukov    | 149.6     | 304.5   | 401.5 |       |       |       |       |       |                            |
| 8                 | SUI Jan Lochbihler      | 149.5     | 303.6   | 397.6 |       |       |       |       |       |                            |